# Torneo Fox Sports 2019
El Torneo Fox Sports 2019 fue el segundo torneo de fútbol de carácter amistoso organizado por Fox Sports. Se celebró en el Estadio Nemesio Camacho El Campín de Bogotá, entre el 11 y el 20 de enero. En este torneo participaron cuatro de los más importantes equipos del país: América de Cali, Atlético Nacional, Millonarios e Independiente Santa Fe.
Millonarios se coronó campeón de la segunda edición del Torneo, al derrotar en la final a Independiente Santa Fe, la cual se definió en los cobros desde el punto penal luego de empatar 0-0.

## Organización

### Sede

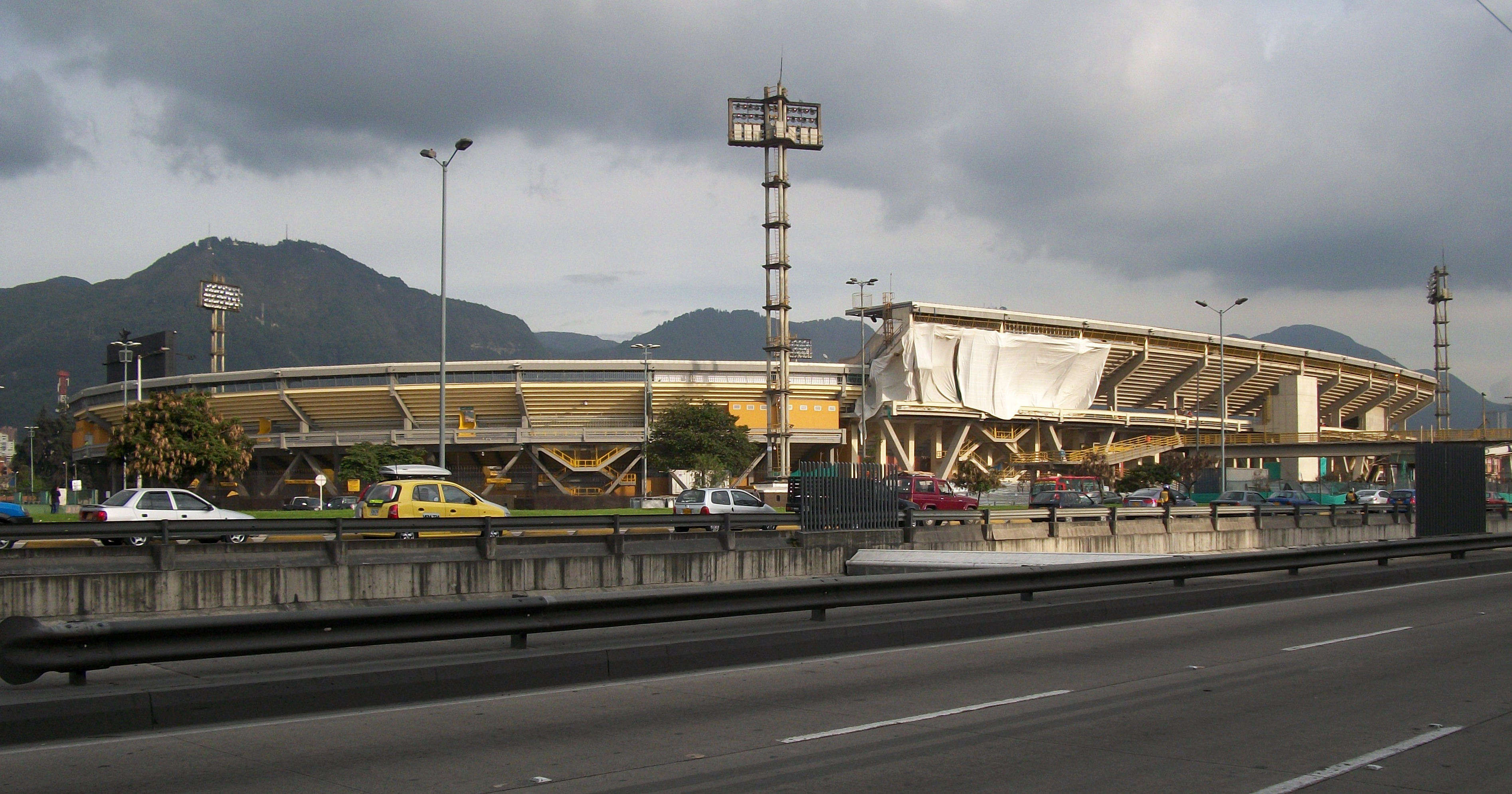
Estadio El Campín sede del Torneo Fox Sports.

El único escenario donde se disputó la II edición del Torneo Fox Sports es el Estadio Nemesio Camacho El Campín de Bogotá con capacidad para 36.343 espectadores.

### Reglas
Los 4 equipos que participaron en el Torneo Fox Sports jugaron 3 jornadas todos contra todos. Los dos equipos que más puntos sumaron disputaron el partido final, donde el vencedor quedó campeón.
En este certamen cada equipo puede realizar 6 cambios en cada partido.

## Equipos participantes
En la II edición del Torneo Fox Sports participarán 4 equipos colombianos, que son los siguientes:
- América de Cali
- Atlético Nacional
- Millonarios
- Santa Fe

## Resultados
- Los horarios corresponden a la hora de Colombia (UTC-5)

| Equipo               | PJ | PG | PE | PP | GF | GC | Dif. | Pts. |
| -------------------- | -- | -- | -- | -- | -- | -- | ---- | ---- |
| 1. Santa Fe          | 3  | 3  | 0  | 0  | 6  | 2  | 4    | 9    |
| 2. Millonarios       | 3  | 2  | 0  | 1  | 4  | 4  | 0    | 6    |
| 3. América de Cali   | 3  | 1  | 0  | 2  | 2  | 3  | -1   | 3    |
| 4. Atlético Nacional | 3  | 0  | 0  | 3  | 1  | 4  | -3   | 0    |

 Pts=Puntos; PJ=Partidos jugados; G=Partidos ganados; E=Partidos empatados; P=Partidos perdidos; GF=Goles a favor; GC=Goles en contra; Dif=Diferencia de gol
|  |                         |
|  | Clasificado a la final. |
|  | Eliminados.             |

| 11 de enero de 2019, 19:00 | Millonarios              | 1:0 (0:0) | Atlético Nacional | Estadio Nemesio Camacho El Campín, Bogotá                    |                                                              |
|                            | De Los Santos 76' (pen.) | Reporte   |                   | Asistencia: 29.438 espectadores Árbitro(s): Bismark Santiago | Asistencia: 29.438 espectadores Árbitro(s): Bismark Santiago |

| 12 de enero de 2019, 17:00 | Santa Fe   | 1:0 (0:0) | América de Cali | Estadio Nemesio Camacho El Campín, Bogotá                 |                                                           |
|                            | Arango 56' | Reporte   |                 | Asistencia: 15.729 espectadores Árbitro(s): Mario Herrera | Asistencia: 15.729 espectadores Árbitro(s): Mario Herrera |

| 14 de enero de 2019, 19:00 | Atlético Nacional | 0:1 (0:0) | América de Cali | Estadio Nemesio Camacho El Campín, Bogotá                   |                                                             |
|                            |                   | Reporte   | Segovia 80'     | Asistencia: 27.291 espectadores Árbitro(s): David Rodríguez | Asistencia: 27.291 espectadores Árbitro(s): David Rodríguez |

| 15 de enero de 2019, 19:00 | Santa Fe                               | 3:1 (3:1) | Millonarios              | Estadio Nemesio Camacho El Campín, Bogotá                |                                                          |
|                            | Arango 3' · Morelo 13' · Rodríguez 27' | Reporte   | De Los Santos 21' (pen.) | Asistencia: 24.008 espectadores Árbitro(s): Jorge Guzmán | Asistencia: 24.008 espectadores Árbitro(s): Jorge Guzmán |

| 17 de enero de 2019, 19:00 | Santa Fe              | 2:1 (1:0) | Atlético Nacional | Estadio Nemesio Camacho El Campín, Bogotá                  |                                                            |
|                            | Burbano 20' · Roa 57' | Reporte   | Duarte 71'        | Asistencia: 13.767 espectadores Árbitro(s): Edwin Trujillo | Asistencia: 13.767 espectadores Árbitro(s): Edwin Trujillo |

| 18 de enero de 2019, 19:00 | Millonarios                     | 2:1 (1:0) | América de Cali    | Estadio Nemesio Camacho El Campín, Bogotá                  |                                                            |
|                            | De Los Santos 25' · Salazar 59' | Reporte   | Álvarez 73' (pen.) | Asistencia: 32.367 espectadores Árbitro(s): Carlos Márquez | Asistencia: 32.367 espectadores Árbitro(s): Carlos Márquez |

### Final
| 20 de enero de 2019, 17:00 | Santa Fe                                                        | 0:0 (0:0) (3:4 p.)         | Millonarios                                                   | Estadio Nemesio Camacho El Campín, Bogotá                 |                                                           |
|                            |                                                                 | Reporte                    |                                                               | Asistencia: 31.892 espectadores Árbitro(s): Edilson Ariza | Asistencia: 31.892 espectadores Árbitro(s): Edilson Ariza |
|                            |                                                                 | Tiros desde el punto penal |                                                               |                                                           |                                                           |
|                            | C. Valencia · E. Herrera · J. Valencia · F. Guichón · J. Arango |                            | R. Ovelar · E. Quiñones · C. Carrillo · S. Montoya · J. Pérez |                                                           |                                                           |

| Bandera de Colombia             |
| Campeón Millonarios 1.er título |

## Premios

### Goleadores
| Jugador              | Equipo            | Goles |
| -------------------- | ----------------- | ----- |
| Matías de Los Santos | Millonarios       | 3     |
| Johan Arango         | Santa Fe          | 2     |
| Juan Pablo Segovia   | América de Cali   | 1     |
| Cristián Álvarez     | América de Cali   | 1     |
| Omar Duarte          | Atlético Nacional | 1     |
| Juan Camilo Salazar  | Millonarios       | 1     |
| Arley Rodríguez      | Santa Fe          | 1     |
| Faider Burbano       | Santa Fe          | 1     |
| Juan Daniel Roa      | Santa Fe          | 1     |
| Wilson Morelo        | Santa Fe          | 1     |

Fuente: Web oficial del Torneo Archivado el 23 de enero de 2018 en Wayback Machine.